# ريتشارد فوغن
ريتشارد فوغن (بالإنجليزية: Richard Vaughan) هو لاعب كرة الريشة بريطاني، ولد في 16 أبريل 1978 في Caerphilly ‏ في المملكة المتحدة.

## وصلات خارجية
- ريتشارد فوغن على موقع BWF.tournamentsoftware.com (الإنجليزية)
- ريتشارد فوغن على موقع BWFbadminton.com (الإنجليزية)
- ريتشارد فوغن على موقع اللجنة الأولمبية الدولية (الإنجليزية)
- ريتشارد فوغن على موقع أوليمبيديا (الإنجليزية)
- ريتشارد فوغن على موقع اللجنة الأولمبية البريطانية (الإنجليزية)
- ريتشارد فوغن على موقع اتحاد ألعاب الكومنولث (مؤرشف) (الإنجليزية)
- ريتشارد فوغن على موقع دورة ألعاب الكومنولث 2006 (مؤرشف) (الإنجليزية)